# Renard chenu
Lycalopex vetulus
Espèce
Répartition géographique
Synonymes
- Pseudalopex vetulus

Statut de conservation UICN

 NT  : Quasi menacé
Le renard chenu ou renard du Brésil ou encore hoary zorro (Lycalopex vetulus ou Pseudalopex vetulus), est une espèce de mammifère carnivore de la famille des canidés. Bien qu’il soit désigné sous le nom de « renard » de part son apparence particulière, dû à un processus de convergence évolutive de part une écologie comparable, il fait partie d’un genre bien plus proche de celui des loups et des chacals (Canini) : Lycalopex, qu’il partage avec d’autres espèces de canidés d’Amérique du Sud.
Il s'agit d'un animal svelte, pourvu d'un museau relativement court et pointu, ainsi que de larges oreilles. Il habite principalement l'écosystème brésilien du Cerrado, bien qu'il puisse aussi être trouvé dans des habitats transitionnels.
Cet animal est omnivore, mais se nourrit généralement de termites, de bousiers, d'autres insectes ainsi que de petits vertébrés.
À noter qu'une autre espèce, le renard de Blanford, ou renard Afghan, est également désignée sous le nom de renard chenu.

## Description
Le renard chenu a un museau court, de petites dents, un pelage court également, et de sombres rayures sur la surface dorsale. Sa queue est noire à l'extrémité et  sa gorge marquée de manière sombre le long de la ligne dorsale. Ses oreilles et la partie extérieure de ses jambes sont  rougeâtres  ou fauves. La partie supérieure de son corps est grise, tandis que le dessous du corps est de couleur crème ou chamois.
L'animal pèse entre 2,7 et 4 kg, la longueur de sa queue se situe entre 28 et 32 cm. Celle du corps depuis la tête mesure entre 58 et 64 cm.
Il est plus actif pendant la journée.

## Régime alimentaire
Le renard chenu se nourrit principalement d'insectes, comme les termites ou les sauterelles.
Il consomme également des rongeurs.

## Répartition géographique
Cette espèce de renard vit en Amérique du Sud, dans les bois ouverts, les terrains broussailleux, les hauts plateaux de montagnes, et les savanes à la surface unie ou parsemées d'arbres.

## Reproduction
Les femelles de cette espèce donnent habituellement naissance à deux, voire quatre, renardeaux. Elles se reproduisent en général en automne.